# Affaire Sylvie Reviriego
L'affaire Sylvie Reviriego est une affaire criminelle française concernant Sylvie Reviriego, née le 28 avril 1951, qui a tué le 12 décembre 1988 sa meilleure amie d'enfance, Françoise Gendron (née à Saint-Symphorien le 12 août 1949) et l'a dépecée durant deux jours dans sa cuisine et sur son balcon.

## Chronique judiciaire
En décembre 1988, éclate l'affaire avec la découverte de membres humains dans des sacs poubelle, sur le parking de l'hôpital Trousseau de Tours et d'un supermarché.
Plusieurs jours passent avant que la victime ne soit identifiée, grâce à un appel téléphonique anonyme qui indique que la victime est Françoise Gendron. Victime confirmée par une enquête de voisinage, qui signale que F. Gendron n'est plus là depuis plusieurs jours, mais que son chat est chez elle, sans que personne lui donne à manger. Les enquêteurs ouvrent son appartement et le découvrent vide.
Ils explorent la vie de F. Gendron et découvrent que celle-ci, de même qu'une amie, Sylvie Reviriego, est très proche de deux hommes avec qui elles sortent en discothèque et au restaurant fréquemment. F. Gendron aurait été prête à dénoncer ces deux amis pour des histoires de drogue : c'est ce que raconte S. Reviriego à la voix anonyme qui a contacté la police pour identifier le cadavre.
La police soupçonne alors les deux hommes et S. Reviriego. Elle perquisitionne l'appartement de cette dernière et y trouve des couronnes en or, ainsi que, sous la trappe de la baignoire, un étui qui contient notamment des bijoux reconnus comme appartenant à F. Gendron. Des taches brunâtres sont repérées sur des tuyaux à plusieurs endroits de la salle de bain.
Reviriego nie, mais une fois conduite dans les bureaux de la police judiciaire de Tours, elle avoue avoir servi d'appât pour que Michel et Luc (les deux amis) tuent F. Gendron. Les deux hommes, arrêtés plus tôt dans la matinée, sont alors entendus à ce sujet. Les policiers montrent à Michel les photos du corps de Françoise sans lui expliquer au préalable de qui il s'agit : c'est le choc pour lui quand il reconnait son amie F. Gendron découpée en morceaux. Les policiers comprennent alors que Michel et son ami ne sont pas impliqués dans cet homicide.
Ils décident donc de mettre la pression sur S. Reviriego qui finit par avouer son forfait. Froide et sans émotion, elle fait le récit du meurtre en détail et calmement : le lundi 12 décembre, elle se rend chez son amie F. Gendron dans le but de la tuer. Elle la trouve en train de prendre un bain et jette le sèche-cheveux dans la baignoire, mais sans effet. Une personne passe chez F. Gendron à ce moment. S. Reviriego décide donc de ramener son amie chez elle pour finir « le travail », sous le prétexte d'essayer un vêtement que S. Reviriego a cousu pour elle. Sur place, S. Reviriego propose à son amie de boire un thé, dans lequel elle a dissous un anxiolytique. F. Gendron se sent rapidement faible, S. Reviriego l'allonge dans son lit le temps que ses deux enfants adolescents déjeunent avant de retourner à l'école. S. Reviriego leur dit que F. Gendron a trop bu pour justifier qu'elle se repose dans sa chambre. Une fois les adolescents partis, S. Reviriego donne une seconde tasse de thé avec des médicaments à F. Gendron, et lui fait prendre un bain. S. Reviriego essaye de la noyer en lui mettant la tête sous l'eau, puis s'empare d'un scalpel volé dans l'hôpital où elle travaille et lui taillade les veines. Le sang est éliminé avec l'eau de la baignoire. Elle dépose le corps enveloppé d'une couverture sur le balcon de sa chambre, protégé de la vue extérieure.
Elle lave les traces de sang du mieux qu'elle peut avant que ses enfants rentrent de l'école. Elle appelle l'ami de F. Gendron pour lui dire que cette dernière est partie en séjour à Fromentine, en Vendée, afin qu'il ne s'inquiète pas de son absence. Le soir, S. Reviriego prépare l'anniversaire de son fils, auquel elle a convié une dizaine de personnes. Elle va chercher pour cette occasion sa mère à qui elle emprunte le grand couteau de chasse de son père et un hachoir.
L'anniversaire se passe bien même si son fils est un peu déçu car sa mère a oublié d'acheter un cadeau. S. Reviriego fait une réflexion qui paraît bizarre aux personnes présentes : elle indique s'être mise dans une « drôle de galère ».
Le lendemain S. Reviriego, avec les outils empruntés à sa mère, découpe la tête et la cache sous un seau « pour ne plus (la) voir ». Vêtue de sa blouse d'infirmière, elle continue le dépeçage sur le balcon pendant deux heures, mettant les morceaux du corps dans des sacs poubelle. Elle va au supermarché en acheter d'autres et en profite pour faire ses courses habituelles, faisant preuve d'un sang-froid qui surprend les enquêteurs. En fin de matinée, elle dépose deux sacs sur le parking de l'hôpital Trousseau, et le troisième, transporté jusqu'à son coffre de voiture avec l'aide de son fils, sur le parking d'un supermarché.
Reste la tête, dont l'élimination demande trois soirées à S. Reviriego. À coups de marteau, elle retire les chairs et le maximum d'éléments, comme les dents, qu'elle jette dans ses toilettes. Comme il est difficile de fracasser la boîte crânienne, elle la met le deuxième soir dans son four en mode pyrolyse, à 360°C. Elle indiquera aux policiers avoir passé une très bonne nuit. Le troisième soir, amenant son fils chez son père, elle s'arrête au bord de la Vienne et jette les restes du crâne dans l'eau, sous les yeux de l'enfant.
Les sapeurs-pompiers retrouvent quasiment tous les os du crâne à l'endroit indiqué par S. Reviriego car à cet endroit, le courant est très faible du fait d'un important banc de sable. Le crâne est reconstitué et les enquêteurs comprennent que le récit de S. Reviriego est exact : elle a fait cuire la tête de sa victime au four.
Elle explique qu'elle ne comprend pas son crime : certes, son amie l'exaspérait fortement, mais elle admet qu'il n'est pas normal d'avoir agi ainsi.
Elle renouvelle ses aveux devant le juge d'instruction et répète calmement son récit. Le seul moment où elle montre de l'émotion est lors de l'épisode de la destruction de la tête.
Malgré ses actes, elle n'apparaît pas folle, ayant une capacité à raisonner.
Elle est vue par deux psychiatres à la maison d'arrêt d'Orléans. Ceux-ci pensent trouver une malade mentale. En réalité, ils rencontrent une personne lucide, cohérente dans son discours, pouvant donner des détails. Elle raconte encore son crime, chronologiquement et toujours avec précision. Les psychiatres considèrent donc qu'elle est responsable de ses actes.
Le dépeçage leur paraît plutôt avoir une fonction « utile » pour cacher le cadavre, en revanche le traitement de la tête montrerait un besoin d'acharnement fort.
Les enquêteurs cherchent à comprendre les raisons de cette haine.
S. Reviriego et F. Gendron se connaissent depuis toujours. La première, petite, est affublée d'un surnom moqueur par ses camarades car elle a la polio : elle en souffre. Elle arrête ses études tôt pour apprendre la couture mais l'usine où elle travaille fait faillite. Après avoir été agent technique dans un hôpital du côté de Chinon, elle se forme au métier d'aide-soignante. Elle divorce de son mari qui l'a trompée. Puis elle s'installe à Tours, ville où elle retrouve F. Gendron. L'amitié qui les lie est quasi-exclusive, elles se voient jour et nuit. Elles sortent en discothèque, se font inviter au restaurant et s'intègrent au monde de la nuit grâce à F. Gendron qui côtoie ce milieu depuis toujours. Mais les deux femmes commencent à devenir rivales car F. Gendron, qui connaît mieux ce milieu, a davantage de succès auprès des hommes : c'est un sujet de discussions et de disputes. S. Reviriego est jalouse de F. Gendron, qu'elle estime plus heureuse et épanouie. Elle semble l'aimer autant qu'elle la déteste. Elle lui reproche aussi de lui emprunter de l'argent sans la rembourser, et de vendre des vêtements qu'elle coud en en gardant les gains ; cependant S. Reviriego n'ose rien lui réclamer. Un psychologue ayant suivi S. Reviriego à la suite d'une tentative de suicide après une dispute conjugale, indique que celle-ci semble jalouse de tout le monde, que sa vie ne semble pas lui convenir.
Les psychiatres ordonnent une IRM cérébrale, mais l'examen est normal. Ils découvrent néanmoins des ordonnances avec des cocktails de médicaments visant à perdre du poids. Les toxicologues et pharmacologues y notent la présence d'amphétamines, d'extraits thyroïdiens, de diurétiques notamment. Ils expliquent que ces associations sont redoutables sur le plan cardiaque. Des célébrités en seraient décédées.
Sur le plan psychique, ces médicaments peuvent provoquer des démences, mais seulement sur des personnes déjà atteintes, ce qui n'est pas le cas de S. Reviriego. Ils peuvent aussi provoquer des troubles de l'humeur et de la mémoire sur des événements passés uniquement. Le docteur qui avait prescrit ces médicaments à Reviriego sera néanmoins interdit d'exercer pendant trois mois par l'Ordre des médecins.
La deuxième visite des psychiatres montre que Reviriego change son discours : comme à son avocate, elle dit qu'elle ne souvient pas du meurtre et du dépeçage, ni d'avoir déjà vu les psychiatres. Elle se souvient de l'anniversaire de son fils et d'avoir jeté des détritus dans l'eau, sans savoir lesquels.
Les psychiatres pensent que l'amnésie n'est pas due aux médicaments, mais au principe d'amnésie « salvatrice » qui consiste en une protection inconsciente pour ne pas tomber en dépression à la suite d'un événement traumatisant. Ils ne croient pas non plus que les médicaments soient à l'origine du meurtre.
Elle est donc responsable pénalement de ses actes puisqu'elle n'a pas de pathologie psychiatrique. Quatre psychiatres font une nouvelle analyse afin de valider les premières expertises et ils tirent les mêmes conclusions.
La mère de S. Reviriego explique en revanche que sa fille a changé depuis le début du traitement, notamment au niveau de son irritabilité. Reviriego ne nie pas avoir pu commettre le crime, mais ne se reconnaît pas dans ces actes monstrueux.

## Procès
Le procès d'assises débute le 24 juin 1991 à Tours.
L'accusée apparaît calme, mais ne lève jamais les yeux. À trois reprises, elle paraît ne pas se souvenir de ce qu'elle a pu dire concernant le crime.
L'avocate de l'accusée, Catherine Lison-Croze, plaide la psychose médicamenteuse (désinhibition liée à la prise de médicaments) : quelques mois avant l’assassinat, S. Reviriego, récemment divorcée, consommait à haute dose des extraits thyroïdiens frais, des amphétamines, des benzodiazépines et des anorexigènes afin de perdre du poids. L'avocate demande que soit lue la condamnation du médecin qui a lui prescrit les médicaments : c'est refusé. Les psychiatres répètent que la psychose médicamenteuse est impossible concernant ce cas. La défense essaie de les discréditer, sans succès : la cour est convaincue que Sylvie n'est pas folle.
Celle-ci ne répond aux questions que par des « je ne sais pas », ce qui ne permet pas à la Cour d'en savoir plus sur ses motivations.
Les motivations de l'assassinat restent mystérieuses, S. Reviriego ayant seulement plusieurs fois « expliqué ne plus pouvoir supporter son amie, ses « jérémiades », ses demandes incessantes d'argent, une attitude jugée libertine et des rires qualifiés de vulgaires en présence de leurs relations masculines communes ».
S. Reviriego, surnommée par la presse la « dépeceuse de Tours », est condamnée au palais de justice de Tours à la réclusion criminelle à perpétuité en juin 1991.

## Libération
En août 2009, Sylvie Reviriego quitte le centre pénitentiaire pour femmes de Rennes ; elle dispose alors d'une liberté conditionnelle, soumise à des contrôles judiciaires réguliers et à un suivi psychiatrique,. Depuis, elle occupe des petits postes de secrétariat et reconstruit sa vie loin de Tours.

## Documentaire télévisé
- « Sylvie Reviriego, meurtre sur ordonnance » en janvier 2008 dans Faites entrer l'accusé présenté par Christophe Hondelatte sur France 2.
- « Affaire Sylvie Reviriego, l'amie qui voulait du mal » le 28 octobre 2023 dans Au bout de l'enquête, la fin du crime parfait ? sur France 2.

## Émissions radiophoniques
- « Sylvie Reviriego, meurtre sur ordonnance » le 11 novembre 2016 dans Hondelatte raconte de Christophe Hondelatte sur Europe 1.
- « La dépeceuse de Tours » le 16 mai 2017 et le 13 décembre 2018 dans L'Heure du crime de Jacques Pradel sur RTL.

## Article de presse
- « Leur place et les limites de leur expertise devant la justice », Rémy Jacqueline, 3 octobre 1996, L'Express.